# Luka Gregorc
Luka Gregorc, slovenski tenisač, * 14. februar 1984, Ljubljana.
Gregorc je dosegel najvišje mesto na svetovni lestvici 3. avgusta 2009, ko je zasedel 172. mesto, v dvojicah pa 12. septembra, 2005, ko je dosegel 557. mesto na svetovni lestvici. Trenutno živi v ZDA, mestu Boca Raton, Florida.

## Kariera

### Do 18 let
Gregorc je dosegel v kategoriji do 18 let 9. mesto posamično in 14. v dvojicah. Ima pa tudi uspeh na turnirjih za Grand Slam, ko je dosegel visoko uvrstitev v kategoriji do 18 let, med drugim tudi polfinale v dvojicah leta 2001 z Jamajčanom Ryan Russell.

### 1999-2007: Leta na poti k uspehu
Gregorc je natopil na profesionalnem turnirju Futures v Portorožu, kjer je izgubil proti Uros Vico iz Italije,  s 6-1 in 6-3, v prvem krogu. Njegova prva zmaga je prišla na naslednjem turnirju tipa Future, tokrat na Jamajki, toda izgubil že v naslednjem krogu. Leta 2002 je Gregorc dosegel finale v Montego Bayu, Jamajka, toda izgubil v finalu proti Brandonu Wagnerju iz ZDA.
Gregorc je igra za Slovensko ekipo v Davisovem pokalu, igral je posamezno in v dvojicah v letih 2004, 2006 in 2007. Soigralec je bil Mario Tkalec enkrat in Grega Žemlja večkrat. Dosegel je eno zmago in dva poraza leta 2007 na Davisovem pokalu, ko je premagal estonskega nasprotnika Jurgena Zoppo, izgubil pa proti Maročanoma Younesem El Aynaouijem in Rabiejem Chakijem. Skupno je v Davisovem pokalu dosegel štiri zmage in pet porazov, vključno z dvojicami.
Podobne rezultate je ponovil tudi v letih 2004 in 2005, ko je Gregorc je zmagoval na ATP turnirju v Pekingu, toda izgubil v finalu. Leta 2006 je dosegel svojo prvo turnirsko zmago na turnirju tipa Future v Venezueli v finalu proti Yohnyju Romeru, z 1-6, 6-0 in 6-3. Do sedaj je to edini Gregorčev posamezni naslov. 
V dvojicah je Gregorc zmagal na turnirju tipa Future z Rogerjem Andersono, v Montego Bay leta 2002, zmago pa je dosegel tudi v paru s trenutnim trenerjem Marcosom Ondrusko.

### 2008 Pilot Pen
Na turnirju Pilot Pen Tennis leta 2008 se je Gregorc prebil v polfinale z zmago proti več višje uvrščenih tenisačev na lestvici ATP. Najprej je premagal kvalifikanta Ramóna Delgada iz Paragvaja, nato 14. postavljenega Joséja Acasusa s 6-4 in 6-4 za napredovanje v tretji krog. Za tem je premagal Iva Karlovića, drugo postavljeni na turnirju, v tretjem krogu s 7-6(4), 4-6, 6-2, nato pa še višje uvrščenega Andreasa Seppija s 4-6, 6-4 in 7-5.. Ustavil ga je ustavil Marin Čilić v polfinalu.

## Časovna tabela posamičnih nastopov
| Grand Slams                 |     |     |     |     |     |     |     |     |     |
| Odprto prvenstvo Avstralije | A   | A   | A   | A   | LQ  | A   | A   | A   | 0–0 |
| Odprto prvenstvo Francije   | A   | A   | A   | A   | LQ  | A   | A   | A   | 0–0 |
| Wimbledon                   | A   | A   | A   | A   | 1R  | A   | A   |     | 0–1 |
| Odprto prvenstvo ZDA        | A   | A   | A   | A   | LQ  | A   | A   |     | 0–0 |
| Win-Loss                    | 0–0 | 0–0 | 0–0 | 0–0 | 0–1 | 0–0 | 0–0 | 0–0 | 0–1 |
| ATP World Tour 500          |     |     |     |     |     |     |     |     |     |
| Tokio                       | A   | A   | 2R  | 1R  | LQ  | A   | A   |     | 1–2 |
| Win-Loss                    | 0–0 | 0–0 | 1–1 | 0–1 | 0–0 | 0–0 | 0–0 | 0–0 | 1–2 |
| ATP World Tour 250          |     |     |     |     |     |     |     |     |     |
| Delray Beach                | A   | A   | A   | 1R  | LQ  | LQ  | A   | A   | 0–1 |
| New Haven                   | A   | A   | LQ  | SF  | A   | A   | A   |     | 4–1 |
| Peking                      | 1R  | 2R  | LQ  | A   | A   | A   | A   |     | 1–2 |
| Win-Loss                    | 0–1 | 1–1 | 0–0 | 4–2 | 0–0 | 0–0 | 0–0 | 0–0 | 5–4 |